# Žalm 85

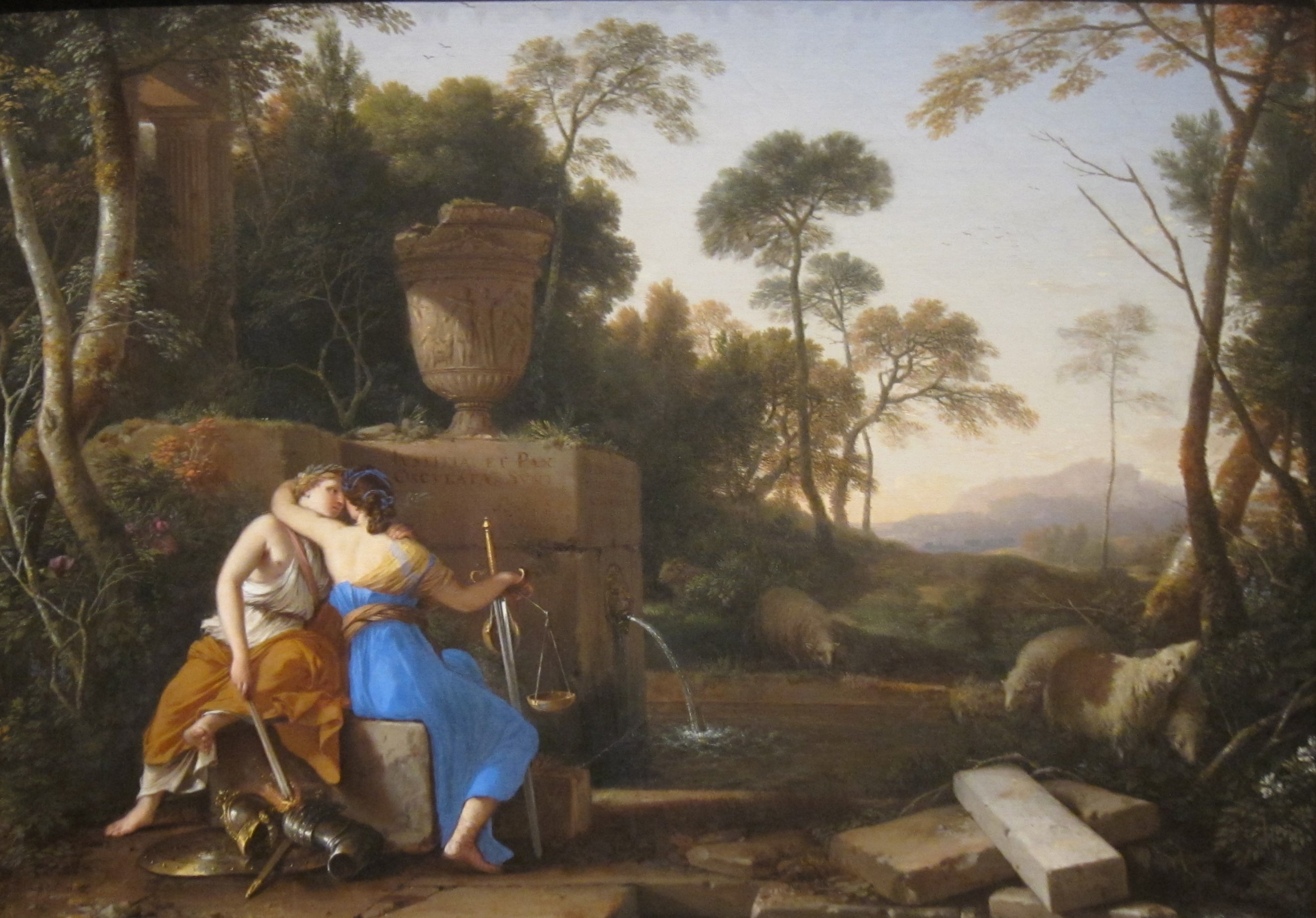
Polibek Míru a Spravedlnosti na motivy 11. verše žalmu 85 (Laurent de La Hyre, 1654)

Žalm 85 (Byl jsi milostivý, Hospodine své zemi, lat. Benedixisti Domine terram tuam, podle řeckého překladu žalm 84) je součástí starozákonní Knihy žalmů. Náměty žalmu jsou často parafrázovány v umění.

## Text
| verš | hebrejský originál                                                          | český překlad | latinský překlad (Vulgata) |
| ---- | --------------------------------------------------------------------------- | --- | --- |
| 1    | לַמְנַצֵּחַ לִבְנֵי-קֹרַח מִזְמוֹר                                                        | [Pro předního zpěváka. Pro Kórachovce, žalm.]                                                                                       | [In finem filiis Core psalmus] |
| 2    | רָצִיתָ יְהוָה אַרְצֶךָ; שַׁבְתָּ, שבות (שְׁבִית) יַעֲקֹב                                       | Byl jsi milostivý, Hospodine, své zemi, změnil jsi k dobru Jakubův osud.                                                            | Benedixisti Domine terram tuam avertisti captivitatem Iacob                                                                            |
| 3    | נָשָׂאתָ, עֲו‍ֹן עַמֶּךָ; כִּסִּיתָ כָל-חַטָּאתָם סֶלָה                                            | Odpustils vinu svého lidu, přikryl jsi všechny jeho hříchy.                                                                         | Remisisti iniquitates plebis tuae operuisti omnia peccata eorum [diapsalma]                                                            |
| 4    | אָסַפְתָּ כָל-עֶבְרָתֶךָ; הֱשִׁיבוֹתָ, מֵחֲרוֹן אַפֶּךָ                                            | Zadržels všechno své rozhořčení, uklidnil jsi žár svého hněvu.                                                                      | Mitigasti omnem iram tuam avertisti ab ira indignationis tuae                                                                          |
| 5    | שׁוּבֵנוּ, אֱלֹהֵי יִשְׁעֵנוּ; וְהָפֵר כַּעַסְךָ עִמָּנוּ                                           | Obnov nás, Bože, náš spasiteli, odlož svou nevoli proti nám!                                                                        | Converte nos Deus salutum nostrarum et averte iram tuam a nobis                                                                        |
| 6    | הַלְעוֹלָם תֶּאֱנַף-בָּנוּ; תִּמְשֹׁךְ אַפְּךָ, לְדֹר וָדֹר                                          | Což se na věky budeš na nás zlobit, roztáhneš svůj hněv na všechna pokolení?                                                        | Numquid in aeternum irasceris nobis aut extendes iram tuam a generatione in generationem                                               |
| 7    | הֲלֹא-אַתָּה, תָּשׁוּב תְּחַיֵּנוּ; וְעַמְּךָ, יִשְׂמְחוּ-בָךְ                                         | Což nám už nevrátíš život, aby se tvůj lid radoval v tobě?                                                                          | Deus tu conversus vivificabis nos et plebs tua laetabitur in te                                                                        |
| 8    | הַרְאֵנוּ יְהוָה חַסְדֶּךָ; וְיֶשְׁעֲךָ, תִּתֶּן-לָנוּ                                             | Ukaž nám, Hospodine, své milosrdenství a dej nám svou spásu!                                                                        | Ostende nobis Domine misericordiam tuam et salutare tuum da nobis                                                                      |
| 9    | אֶשְׁמְעָה-- מַה-יְדַבֵּר, הָאֵל יְהוָה:כִּי, יְדַבֵּר שָׁלוֹם--אֶל-עַמּוֹ וְאֶל-חֲסִידָיו; וְאַל-יָשׁוּבוּ לְכִסְלָה | Kéž mohu slyšet, co mluví Hospodin, Bůh: jistě mluví o pokoji pro svůj lid a pro své svaté a pro ty, kdo se k němu obracejí srdcem. | Audiam quid loquatur in me; Dominus Deus quoniam loquetur pacem in plebem suam et super sanctos suos et in eos qui convertuntur ad cor |
| 10   | אַךְ קָרוֹב לִירֵאָיו יִשְׁעוֹ; לִשְׁכֹּן כָּבוֹד בְּאַרְצֵנוּ                                       | Jistě je blízko jeho spása těm, kteří se ho bojí, aby sídlila jeho velebnost v naší zemi.                                           | Verumtamen prope timentes eum salutare ipsius ut inhabitet gloria in terra nostra                                                      |
| 11   | חֶסֶד-וֶאֱמֶת נִפְגָּשׁוּ; צֶדֶק וְשָׁלוֹם נָשָׁקוּ                                              | Milosrdenství a věrnost se potkají, políbí se spravedlnost a pokoj.                                                                 | Misericordia et veritas obviaverunt sibi ; iustitia et pax osculatae sunt                                                              |
| 12   | אֱמֶת, מֵאֶרֶץ תִּצְמָח; וְצֶדֶק, מִשָּׁמַיִם נִשְׁקָף                                            | Věrnost vypučí ze země, spravedlnost shlédne z nebe.                                                                                | Veritas de terra orta est et iustitia de caelo prospexit                                                                               |
| 13   | גַּם-יְהוָה, יִתֵּן הַטּוֹב; וְאַרְצֵנוּ, תִּתֵּן יְבוּלָהּ                                        | Hospodin též popřeje dobro a naše země vydá plody.                                                                                  | Etenim Dominus dabit benignitatem et terra nostra dabit fructum suum                                                                   |
| 14   | צֶדֶק, לְפָנָיו יְהַלֵּךְ; וְיָשֵׂם לְדֶרֶךְ פְּעָמָיו                                            | Spravedlnost bude ho předcházet a spása půjde mu v patách.                                                                          | Iustitia ante eum ambulabit et ponet in via gressus suos                                                                               |

## Užití v liturgii

### V křesťanství
V katolické církvi jej svatý Benedikt z Nursie v rámci benediktinské řehole začlenil do modliteb nedělního matutina ve čtvrtek. Modlívá se v období adventu a v době vánoční.
Při mši svaté v mimořádné formě římského ritu (forma extraordinaria) se kněz modlívá verše 7 a 8 během stupňových modliteb. Při řádné formě římského ritu (forma ordinaria) se modlívá kněz tyto verše na konci úkonu kajícnosti.

### V judaismu
V judaismu je z žalmu 85 recitován verš 8 při Hoshia et Amecha.

## Užití v kultuře

### Hudební zpracování
Mezi významná hudební zpracování žalmu 85 patří díla těchto autorů:
- Giovanni Pierluigi da Palestrina pod názvem Benedixisti Domine
- Marc-Antoine Charpentier ve formě velkého moteta pod názvem Benedixisti Domine: H.181 (na přelomu let 1681/1682)

### Výtvarné zpracování

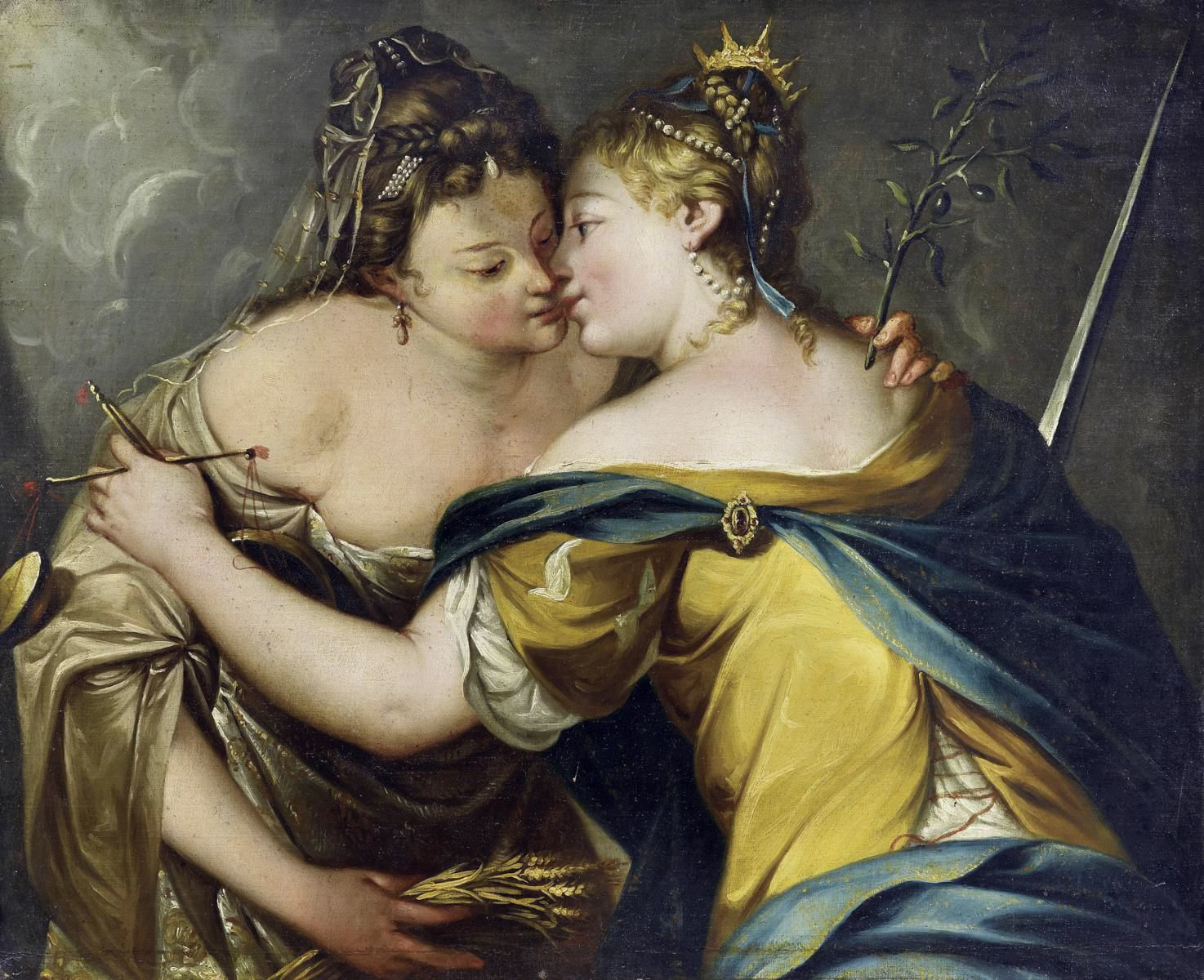
Spravedlnost a Mír (Giovanni Battista Tiepolo, 18. století)
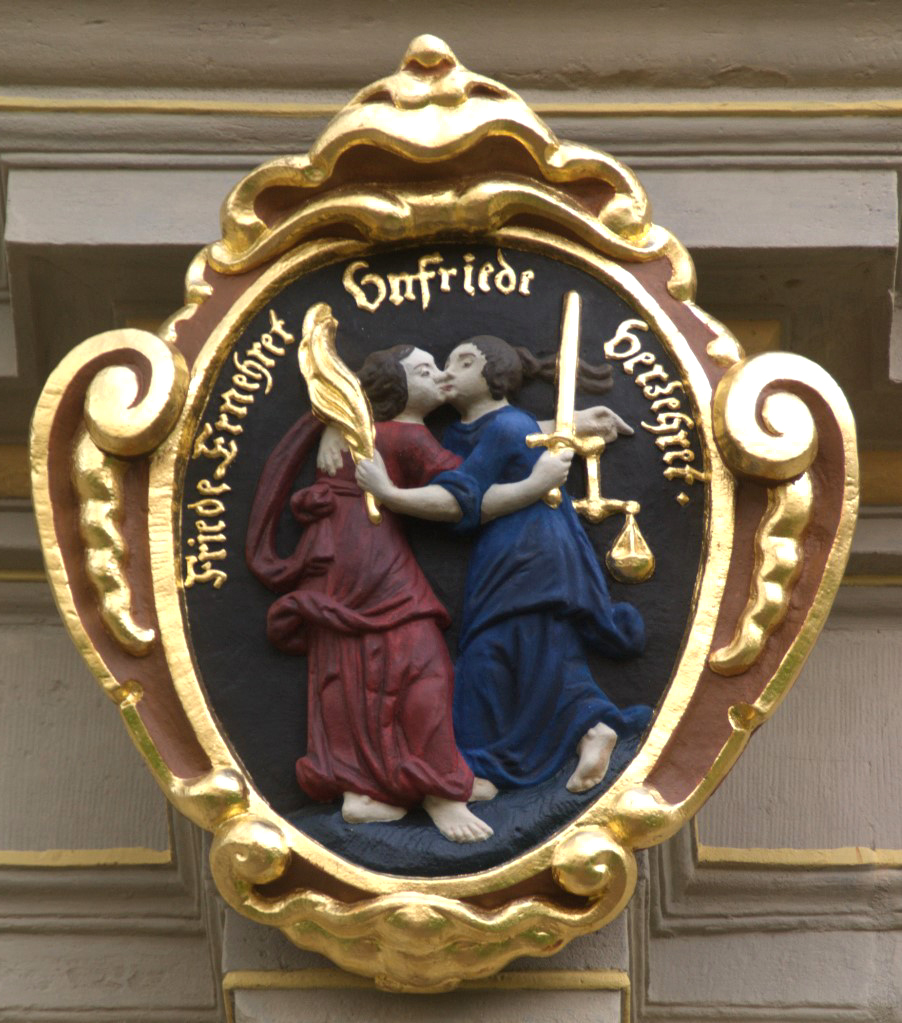
Domovní portál na Friedensteinském paláci v Gotě (Durynsko)
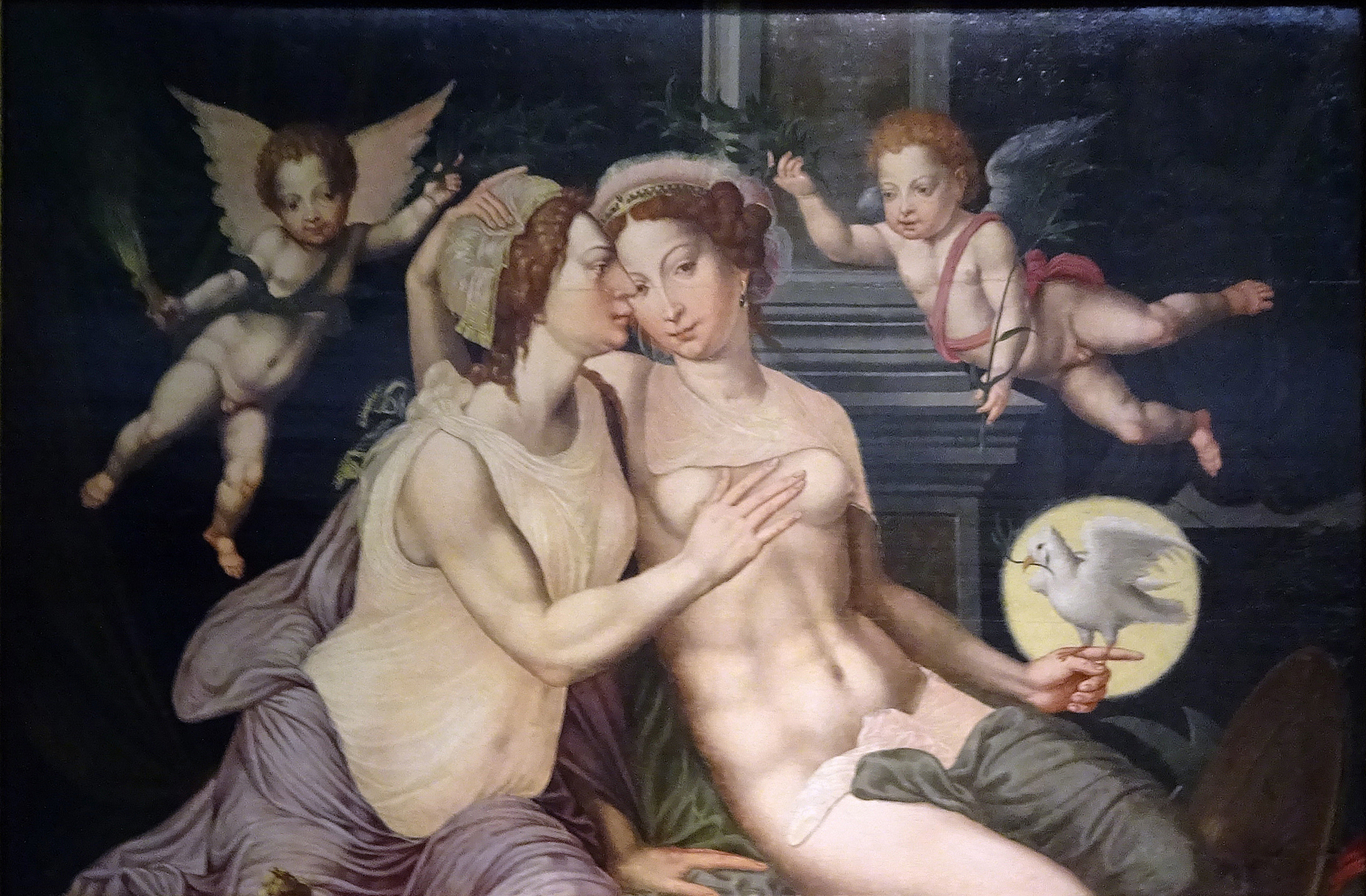
Spravedlnost a Mír (Vincent Sellaer, 1530)